# Eleições legislativas portuguesas de 1976 no distrito de Beja
| Eleições legislativas portuguesas de 1976 Distritos: Aveiro \| Beja \| Braga \| Bragança \| Castelo Branco \| Coimbra \| Évora \| Faro \| Guarda \| Leiria \| Lisboa \| Portalegre \| Porto \| Santarém \| Setúbal \| Viana do Castelo \| Vila Real \| Viseu \| Açores \| Madeira \| Estrangeiro |

## Resultados por Concelho
Os resultados nos concelhos do Distrito de Beja foram os seguintes:

### Aljustrel
| Partido                 | Partido                     | Votos | %               |
| ----------------------- | --------------------------- | ----- | --------------- |
|                         | Partido Comunista Português | 4 766 | 55,66 / 100,00  |
|                         | Partido Socialista          | 2 696 | 31,48 / 100,00  |
|                         | Partido Popular Democrático | 374   | 4,37 / 100,00   |
|                         | Centro Democrático Social   | 190   | 2,22 / 100,00   |
|                         | Outro                       | 315   | 3,68 / 100,00   |
| Votos Inválidos         | Votos Inválidos             | 222   | 2,59 / 100,00   |
| Total                   | Total                       | 8 563 | 100,00 / 100,00 |
| Eleitorado/Participação | Eleitorado/Participação     | 9 593 | 89,26 / 100,00  |

### Almodôvar
| Partido                 | Partido                          | Votos | %               |
| ----------------------- | -------------------------------- | ----- | --------------- |
|                         | Partido Socialista               | 2 387 | 43,47 / 100,00  |
|                         | Partido Comunista Português      | 1 101 | 20,05 / 100,00  |
|                         | Partido Popular Democrático      | 899   | 16,37 / 100,00  |
|                         | Centro Democrático Social        | 272   | 4,95 / 100,00   |
|                         | Frente Socialista Popular        | 136   | 2,48 / 100,00   |
|                         | União Democrática Popular        | 113   | 2,06 / 100,00   |
|                         | Movimento de Esquerda Socialista | 88    | 1,60 / 100,00   |
|                         | Partido Popular Monárquico       | 63    | 1,15 / 100,00   |
|                         | Aliança Operária Camponesa       | 62    | 1,13 / 100,00   |
|                         | Outro                            | 66    | 1,21 / 100,00   |
| Votos Inválidos         | Votos Inválidos                  | 304   | 5,54 / 100,00   |
| Total                   | Total                            | 5 491 | 100,00 / 100,00 |
| Eleitorado/Participação | Eleitorado/Participação          | 7 871 | 69,76 / 100,00  |

### Alvito
| Partido                 | Partido                          | Votos | %               |
| ----------------------- | -------------------------------- | ----- | --------------- |
|                         | Partido Comunista Português      | 836   | 40,86 / 100,00  |
|                         | Partido Socialista               | 529   | 25,86 / 100,00  |
|                         | Partido Popular Democrático      | 239   | 11,68 / 100,00  |
|                         | Centro Democrático Social        | 139   | 6,79 / 100,00   |
|                         | Frente Socialista Popular        | 50    | 2,44 / 100,00   |
|                         | União Democrática Popular        | 37    | 1,81 / 100,00   |
|                         | Movimento de Esquerda Socialista | 37    | 1,81 / 100,00   |
|                         | Outro                            | 32    | 1,57 / 100,00   |
| Votos Inválidos         | Votos Inválidos                  | 147   | 7,18 / 100,00   |
| Total                   | Total                            | 2 046 | 100,00 / 100,00 |
| Eleitorado/Participação | Eleitorado/Participação          | 2 286 | 89,50 / 100,00  |

### Barrancos
| Partido                 | Partido                          | Votos | %               |
| ----------------------- | -------------------------------- | ----- | --------------- |
|                         | Partido Socialista               | 573   | 40,84 / 100,00  |
|                         | Partido Comunista Português      | 533   | 37,99 / 100,00  |
|                         | Partido Popular Democrático      | 84    | 5,99 / 100,00   |
|                         | Centro Democrático Social        | 48    | 3,42 / 100,00   |
|                         | União Democrática Popular        | 40    | 2,85 / 100,00   |
|                         | Frente Socialista Popular        | 30    | 2,14 / 100,00   |
|                         | Movimento de Esquerda Socialista | 14    | 1,00 / 100,00   |
|                         | Outro                            | 32    | 2,29 / 100,00   |
| Votos Inválidos         | Votos Inválidos                  | 49    | 3,49 / 100,00   |
| Total                   | Total                            | 1 403 | 100,00 / 100,00 |
| Eleitorado/Participação | Eleitorado/Participação          | 1 678 | 83,61 / 100,00  |

### Beja
| Partido                 | Partido                          | Votos  | %               |
| ----------------------- | -------------------------------- | ------ | --------------- |
|                         | Partido Comunista Português      | 11 306 | 46,84 / 100,00  |
|                         | Partido Socialista               | 6 989  | 28,96 / 100,00  |
|                         | Partido Popular Democrático      | 2 018  | 8,36 / 100,00   |
|                         | Centro Democrático Social        | 1 305  | 5,41 / 100,00   |
|                         | União Democrática Popular        | 868    | 3,60 / 100,00   |
|                         | Movimento de Esquerda Socialista | 442    | 1,83 / 100,00   |
|                         | Outro                            | 455    | 1,89 / 100,00   |
| Votos Inválidos         | Votos Inválidos                  | 753    | 3,12 / 100,00   |
| Total                   | Total                            | 24 136 | 100,00 / 100,00 |
| Eleitorado/Participação | Eleitorado/Participação          | 27 818 | 86,76 / 100,00  |

### Castro Verde
| Partido                 | Partido                     | Votos | %               |
| ----------------------- | --------------------------- | ----- | --------------- |
|                         | Partido Comunista Português | 2 398 | 51,15 / 100,00  |
|                         | Partido Socialista          | 1 351 | 28,82 / 100,00  |
|                         | Partido Popular Democrático | 328   | 7,00 / 100,00   |
|                         | União Democrática Popular   | 154   | 3,28 / 100,00   |
|                         | Centro Democrático Social   | 102   | 2,18 / 100,00   |
|                         | Frente Socialista Popular   | 50    | 1,07 / 100,00   |
|                         | Outro                       | 120   | 2,57 / 100,00   |
| Votos Inválidos         | Votos Inválidos             | 185   | 3,94 / 100,00   |
| Total                   | Total                       | 4 688 | 100,00 / 100,00 |
| Eleitorado/Participação | Eleitorado/Participação     | 5 796 | 80,88           |

### Cuba
| Partido                 | Partido                          | Votos | %               |
| ----------------------- | -------------------------------- | ----- | --------------- |
|                         | Partido Comunista Português      | 2 085 | 51,49 / 100,00  |
|                         | Partido Socialista               | 1 004 | 24,80 / 100,00  |
|                         | Partido Popular Democrático      | 306   | 7,56 / 100,00   |
|                         | Movimento de Esquerda Socialista | 108   | 2,67 / 100,00   |
|                         | Centro Democrático Social        | 106   | 2,62 / 100,00   |
|                         | União Democrática Popular        | 62    | 1,53 / 100,00   |
|                         | Frente Socialista Popular        | 46    | 1,14 / 100,00   |
|                         | Outro                            | 88    | 2,17 / 100,00   |
| Votos Inválidos         | Votos Inválidos                  | 244   | 6,02 / 100,00   |
| Total                   | Total                            | 4 049 | 100,00 / 100,00 |
| Eleitorado/Participação | Eleitorado/Participação          | 4 461 | 90,76 / 100,00  |

### Ferreira do Alentejo
| Partido                 | Partido                     | Votos | %               |
| ----------------------- | --------------------------- | ----- | --------------- |
|                         | Partido Comunista Português | 3 474 | 44,97 / 100,00  |
|                         | Partido Socialista          | 2 610 | 33,78 / 100,00  |
|                         | Partido Popular Democrático | 474   | 6,14 / 100,00   |
|                         | Centro Democrático Social   | 289   | 3,74 / 100,00   |
|                         | União Democrática Popular   | 80    | 1,04 / 100,00   |
|                         | Outro                       | 234   | 3,02 / 100,00   |
| Votos Inválidos         | Votos Inválidos             | 565   | 7,32 / 100,00   |
| Total                   | Total                       | 7 726 | 100,00 / 100,00 |
| Eleitorado/Participação | Eleitorado/Participação     | 8 447 | 91,46 / 100,00  |

### Mértola
| Partido                 | Partido                          | Votos | %               |
| ----------------------- | -------------------------------- | ----- | --------------- |
|                         | Partido Comunista Português      | 3 612 | 47,63 / 100,00  |
|                         | Partido Socialista               | 2 088 | 27,53 / 100,00  |
|                         | Partido Popular Democrático      | 472   | 6,22 / 100,00   |
|                         | Centro Democrático Social        | 391   | 5,16 / 100,00   |
|                         | União Democrática Popular        | 163   | 2,15 / 100,00   |
|                         | Movimento de Esquerda Socialista | 156   | 2,06 / 100,00   |
|                         | Frente Socialista Popular        | 104   | 1,37 / 100,00   |
|                         | Outro                            | 149   | 1,97 / 100,00   |
| Votos Inválidos         | Votos Inválidos                  | 449   | 5,92 / 100,00   |
| Total                   | Total                            | 7 584 | 100,00 / 100,00 |
| Eleitorado/Participação | Eleitorado/Participação          | 9 701 | 78,18 / 100,00  |

### Moura
| Partido                 | Partido                          | Votos  | %               |
| ----------------------- | -------------------------------- | ------ | --------------- |
|                         | Partido Comunista Português      | 5 696  | 44,43 / 100,00  |
|                         | Partido Socialista               | 4 107  | 32,03 / 100,00  |
|                         | Partido Popular Democrático      | 808    | 6,30 / 100,00   |
|                         | Centro Democrático Social        | 656    | 5,12 / 100,00   |
|                         | União Democrática Popular        | 308    | 2,40 / 100,00   |
|                         | Movimento de Esquerda Socialista | 183    | 1,43 / 100,00   |
|                         | Frente Socialista Popular        | 151    | 1,18 / 100,00   |
|                         | Outro                            | 198    | 1,54 / 100,00   |
| Votos Inválidos         | Votos Inválidos                  | 714    | 5,56 / 100,00   |
| Total                   | Total                            | 12 821 | 100,00 / 100,00 |
| Eleitorado/Participação | Eleitorado/Participação          | 14 882 | 86,15 / 100,00  |

### Odemira
| Partido                 | Partido                          | Votos  | %               |
| ----------------------- | -------------------------------- | ------ | --------------- |
|                         | Partido Comunista Português      | 7 144  | 38,92 / 100,00  |
|                         | Partido Socialista               | 6 088  | 33,16 / 100,00  |
|                         | Partido Popular Democrático      | 1 710  | 9,32 / 100,00   |
|                         | Centro Democrático Social        | 611    | 3,33 / 100,00   |
|                         | Movimento de Esquerda Socialista | 476    | 2,59 / 100,00   |
|                         | Frente Socialista Popular        | 396    | 2,16 / 100,00   |
|                         | União Democrática Popular        | 390    | 2,12 / 100,00   |
|                         | Outro                            | 474    | 2,57 / 100,00   |
| Votos Inválidos         | Votos Inválidos                  | 1 068  | 5,82 / 100,00   |
| Total                   | Total                            | 18 357 | 100,00 / 100,00 |
| Eleitorado/Participação | Eleitorado/Participação          | 22 784 | 80,57 / 100,00  |

### Ourique
| Partido                 | Partido                          | Votos | %               |
| ----------------------- | -------------------------------- | ----- | --------------- |
|                         | Partido Socialista               | 1 945 | 38,94 / 100,00  |
|                         | Partido Comunista Português      | 1 595 | 31,93 / 100,00  |
|                         | Partido Popular Democrático      | 679   | 13,59 / 100,00  |
|                         | Centro Democrático Social        | 151   | 3,02 / 100,00   |
|                         | Frente Socialista Popular        | 106   | 2,12 / 100,00   |
|                         | Movimento de Esquerda Socialista | 80    | 1,60 / 100,00   |
|                         | União Democrática Popular        | 50    | 1,00 / 100,00   |
|                         | Outro                            | 119   | 2,38 / 100,00   |
| Votos Inválidos         | Votos Inválidos                  | 270   | 5,40 / 100,00   |
| Total                   | Total                            | 4 995 | 100,00 / 100,00 |
| Eleitorado/Participação | Eleitorado/Participação          | 6 355 | 78,60 / 100,00  |

### Serpa
| Partido                 | Partido                          | Votos  | %               |
| ----------------------- | -------------------------------- | ------ | --------------- |
|                         | Partido Comunista Português      | 6 257  | 46,21 / 100,00  |
|                         | Partido Socialista               | 4 257  | 31,44 / 100,00  |
|                         | Partido Popular Democrático      | 1 029  | 7,60 / 100,00   |
|                         | Centro Democrático Social        | 600    | 4,43 / 100,00   |
|                         | União Democrática Popular        | 219    | 1,62 / 100,00   |
|                         | Movimento de Esquerda Socialista | 216    | 1,60 / 100,00   |
|                         | Frente Socialista Popular        | 142    | 1,05 / 100,00   |
|                         | Outro                            | 246    | 1,82 / 100,00   |
| Votos Inválidos         | Votos Inválidos                  | 574    | 4,24 / 100,00   |
| Total                   | Total                            | 13 540 | 100,00 / 100,00 |
| Eleitorado/Participação | Eleitorado/Participação          | 15 661 | 86,46 / 100,00  |

### Vidigueira
| Partido                 | Partido                          | Votos | %               |
| ----------------------- | -------------------------------- | ----- | --------------- |
|                         | Partido Comunista Português      | 2 145 | 43,17 / 100,00  |
|                         | Partido Socialista               | 1 634 | 32,88 / 100,00  |
|                         | Partido Popular Democrático      | 496   | 9,98 / 100,00   |
|                         | Centro Democrático Social        | 142   | 2,86 / 100,00   |
|                         | Movimento de Esquerda Socialista | 111   | 2,23 / 100,00   |
|                         | União Democrática Popular        | 101   | 2,03 / 100,00   |
|                         | Frente Socialista Popular        | 64    | 1,29 / 100,00   |
|                         | Outro                            | 96    | 1,92 / 100,00   |
| Votos Inválidos         | Votos Inválidos                  | 180   | 3,62 / 100,00   |
| Total                   | Total                            | 4 969 | 100,00 / 100,00 |
| Eleitorado/Participação | Eleitorado/Participação          | 5 783 | 85,92 / 100,00  |